# بخش بیگ اسپرینگ (شهرستان سنکا، اوهایو)
بخش بیگ اسپرینگ (به انگلیسی: Big Spring Township) یک منطقهٔ مسکونی در ایالات متحده آمریکا است که در شهرستان سنکا، اوهایو واقع شده‌است.
 بخش بیگ اسپرینگ ۹۴٫۳ کیلومتر مربع مساحت و ۱٬۷۶۹ نفر جمعیت دارد و ۲۵۶ متر بالاتر از سطح دریا واقع شده‌است.